# Izabela Kopeć
Izabela Kopeć (ur. 4 marca 1970 w Cieszynie) – polska śpiewaczka, mezzosopranistka, wokalistka, pedagog. Doktor Sztuk Muzycznych Uniwersytetu Muzycznego Fryderyka Chopina w Warszawie. Prezes Fundacji Muzyka- Sztuka-Kultura. Jest członkiem Związku Artystów Wykonawców STOART, nadzwyczajnym członkiem Stowarzyszenia Autorów ZAIKS oraz Związku Producentów Audio-Video ZPAV. Przedstawicielka gatunku classical-crossover. Jest też kompozytorką i producentką muzyczną. Specjalizuje się w twórczości Astora Piazzolli, Ludomira Michała Rogowskiego. W 2012 wraz z muzykami Filharmonii Luksemburskiej (Aconcagua Quintet) nagrała i wydała płytę pt. Piazzolla. Show Me Your Tango[1] z repertuarem pieśni Astora Piazzolli. Obecnie kontynuuje projekt wraz z Orkiestrą Kameralną Aukso pod dyrekcją Marka Mosia. W 2017 na Zamku Królewskim w Warszawie, koncertem - Światową Premierą albumu Songs & Fantasmagories Ludomira Michała Rogowskiego zainaugurowała autorski projekt Ludomir Michał Rogowski - życie i twórczość - odkrywanie nieznanego. Koncert odbył się z towarzyszeniem orkiestry Teatru Wielkiego Opery Narodowej pod batutą Łukasza Borowicza i pianistki Ewy Pelweckiej[10].
Stypendystka: Prezydenta Miasta Stołecznego Warszawy (2013), Ministra Kultury i Dziedzictwa Narodowego (2016, 2020) oraz Prezydenta Miasta Lublin (2018). Stypendystka Funduszu Popierania Twórczości Zaiks (2021).
Radna dzielnicy Wilanów m.st.Warszawy 2019–2024.
Dzieciństwo spędziła w Strumieniu, gdzie śpiewała w lokalnych chórach Lutnia i Canzonetta jako solistka. Ukończyła szkołę muzyczną I stopnia (gitara klasyczna) i II stopnia (śpiew solowy) w Cieszynie. Absolwentka Akademii Muzycznej we Wrocławiu na wydziale wokalnym o specjalizacji wokalno-aktorskiej i oratoryjno-kantatowej.

## Działalność artystyczna
Jest z wykształcenia śpiewaczką operową, ale na scenie tworzy również w nurcie classical crossover, łącząc muzykę poważną z gatunkami, takimi jak pop, jazz, house, etno, art-rock, ambient czy drum & bass. Ma w repertuarze pieśni i arie, muzykę oratoryjną, a także musicale oraz hiszpańskie i rosyjskie romanse. Specjalizuje się w repertuarze Astora Piazzolli i Ludomira Michała Rogowskiego. W lipcu 2011 z koncertem pieśni Astora Piazzolli otworzyła Festiwal Kręgi Sztuki w Cieszynie, a w 2017 na Zamku Królewskim w Warszawie koncertem - światową premierą albumu Songs & Fantasmagories Ludomira Michała Rogowskiego zainaugurowała autorski projekt „Ludomir Michał Rogowski - życie i twórczość - odkrywanie nieznanego”.
W 2002 z kompozytorem, aranżerem i producentem Wojciechem Konikiewiczem nagrała maxisingla z trzema utworami autorstwa Konikiewicza do tekstów Sławomira Gołaszewskiego „Te trzy światy”. W 2003 współpracowała z kompozytorem Christopherem de Voise w Nowym Yorku. Zaowocowało to nagraniem utworów „Spanish rommance” i „Hommage a Satie”. Zostały one wykorzystane w filmie aktorsko-animowanym Zbigniewa M. Dowgiałło Pankosmodios (2006) zaprezentowanym na 60. Festiwalu Filmowym w Cannes.
W 2003 wykonała w bazylice gdańskiej „Stabat Mater” – współczesną kompozycję de Voise na chór, orkiestrę i głos solo – w Międzynarodowym Koncercie na 25-lecie Pontyfikatu Jana Pawła II. W 2004 nawiązała współpracę z belgijskim kompozytorem Henri Seroka, którego „Credo” wykonała na światowej premierze w 2004 na Zamku Książąt Pomorskich w Szczecinie. W 2005 nagrała w Londynie we współpracy z producentem Peterem Haywoodem utwór „My Love”, łączący operowy wokal klubowym brzmieniem. Gościnnie na klawiszach zagrał Keith Emerson. Piosenka ukazała się na dwóch albumach: Hotel St. Tropez i Cafe Krishna dystrybuowanych w Wielkiej Brytanii i Irlandii.
W latach 2006–2008 wyprodukowała utwory na kolejną płytę Inspiracje i utwory koncertowe. Nagrała także wokalizy do muzyki filmowej Piotra Mikołajczaka. We współpracy z Donem Conroux, Philem Gruberem i innymi specjalistami kształciła się w terapeutycznych zastosowaniach muzyki. Nagrała dwie płyty relaksacyjne - Między niebem i ziemią i Bractwo aniołów. Jest autorką i wykonawczynią koncertów terapeutycznych i relaksacyjnych wraz z zaproszonymi muzykoterapeutami.
W 2008 jej wykonanie arii „Summertime” do setów DJ-a w TVP zaowocowało zaproszeniem do udziału w programie Piosenka dla Europy 2008, stanowiącego polskie eliminacje do 53. Konkursu Piosenki Eurowizji. Z utworem „You’ve Got My Love” zajęła szóste miejsce w finale selekcji. W sierpniu tego samego roku wzięła udział w Międzynarodowym Festiwalu Wokalnym Viva il canto w Cieszynie, a w październiku koncertowała w dziesięciu największych miastach w Polsce w ramach show – Izabela Volvo Tour.
W 2009 skomponowała utwór „I’m Singing for You” do filmu fabularnego 15 fotografii (2010) w reż. Franciszka Dzidy z Piotrem Machalicą w roli głównej. Tekst do utworu napisała Bożenna Intrator. Film został pokazany w konkursie kina niezależnego na XXXV Festiwalu Polskich Filmów Fabularnych w Gdyni. W 2011 emitowany w telewizji Canal+.
W maju 2010 wraz z pianistką Beatą Szałwińską przedstawiła projekt „Blisko Chopina-Inspiracje” na III Międzynarodowym Festiwalu Muzycznym Amber Baltic w Międzyzdrojach. We wrześniu 2010 artystki wystąpiły z programem na Międzynarodowej Dekadzie Muzyki Organowej Chóralnej i Kameralnej w Cieszynie/Czeskim Cieszynie.
W styczniu 2011 wraz z włoskim piosenkarzem i kompozytorem Amedeo Minghi nagrała polsko-włoski utwór „Un uomo venuto da lontano” („Człowiek, który przyszedł z daleka”), wydany z okazji beatyfikacji Jana Pawła II. Polską wersję tekstową napisały dla Izabeli Kopeć pisarka Małgorzata Kalicińska i aktorka Barbara Grabowska. Premiera teledysku odbyła się 30 kwietnia 2011 w studio TVP w Watykanie. 5 czerwca 2011 Izabela Kopeć i Amedeo Minghi zaśpiewali wspólnie hymn beatyfikacyjny podczas Święta Dziękczynienia w Świątyni Opatrzności Bożej w Warszawie. 8 października 2011 wystąpiła z koncertem na jubileuszu 600-lecia katedry we Włocławku. Towarzyszyli jej muzycy Camerata Vistula, a utwór „Un uomo venuto da lontano” gościnnie zaśpiewał Amedeo Minghi.
W marcu 2011 rozpoczęła trasę koncertową ze swoim autorskim projektem „House Opera Diva”, podczas której do house’owych setów DJ-skich wykonuje fragmenty popularnych arii operowych oraz własne kompozycje. W jej ramach wystąpiła w klubach w Polsce, m.in. w klubie Opera w Warszawie, Bed we Wrocławiu, Bedroom w Łodzi. W lipcu 2011 wraz z luksemburskimi muzykami kwintetu Aconcagua otworzyła międzynarodowy festiwal Kręgi Sztuki w Cieszynie. Koncertem „In Memory of Astor Piazzolla” uczciła 90.lecie narodzin twórcy tango nuevo. 19 listopada 2011 z repertuarem House Opera Diva uświetniła międzynarodowy pokaz mody Not Fashion Alone.
W maju 2012 wydała płytę pt. Piazzolla. Show Me Your Tango (wyd. MJM Music PL) z pieśniami Astora Piazzolli. Płytę promowały dwa teledyski: do utworu „Oblivion” (reż. Kasia Adamik, Olgda Chajdas) oraz „Vuelvo al sur” (reż. Krzysztof Klimkiewicz, Ireneusz Kopeć). Izabela Kopeć wraz z kwintetem koncertowała z pieśniami Piazzolli m.in. w Filharmonii Łódzkiej, Filharmonii Bałtyckiej, Filharmonii Krakowskiej, Hali Stulecia we Wrocławiu, w Studio Polskiego Radia im. Lutosławskiego w Warszawie.
W październiku 2013 nagrała i wyprodukowała płytę Moc tradycji. Kolędy polskie, do której zaprosiła chór Uniwersytetu Śląskiego „Harmonia” z Cieszyna oraz dziecięcy chór Canzonetta ze Strumienia.
W 2017 na Zamku Królewskim w Warszawie, koncertem - Światową Premierą albumu Songs & Fantasmagories Ludomira Michała Rogowskiego zainaugurowała autorski projekt Ludomir Michał Rogowski - życie i twórczość - odkrywanie nieznanego. Koncert odbył się z towarzyszeniem orkiestry Teatru Wielkiego Opery Narodowej pod batutą Łukasza Borowicza i pianistki Ewy Pelweckiej. W 2018 współpracowała ze słowackim kompozytorem Peterem Machajdikiem, którego utwór „Błogosławieni wykonała na światowej premierze w Filharmonii Lubelskiej w Lublinie 28 września 2018 (Ondrej Olos - dyrygent, Dariusz Drzazga - skrzypce). „Błogosławieni” – to dzieło w obsadzie na mezzosopran, skrzypce i orkiestrę smyczkową na podstawie słów ośmiu nowotestamentalnych błogosławieństw.

## Dyskografia

### Single
- 2002: „Te trzy światy” (maxi singiel, wyd. Artmus-IK)
- 2008: „You’ve Got My Love” (prod. i wyd. Artmus-IK)
- 2011: „Un uomo venuto da lontano/ Człowiek który przybył z daleka” (duet z Amedeo Minghi, produkcja włosko-polska)

### Albumy
- 2006: Sycamore Tree (prod. i wyd. Artmus-IK)
- 2007: Ispiracje (prod. i wyd. Artmus-IK)
- 2010: Five (prod. i wyd. Artmus-IK)
- 2012: Piazzolla. Show Me Your Tango, z muzykami Aconcagua Quintet (Luksemburg), (prod. Artmus-IK / wyd. MJM Music PL)
- 2013: Moc tradycji. Kolędy polskie, z udziałem chóru UŚ HARMONIA z Cieszyna oraz dziecięcym chórem Canzonetta, (prod. Artmus-IK / wyd. MJM Music PL)[11]
- 2017: Songs & Fantasmagories Ludomira Michała Rogowskiego, nagrana z towarzyszeniem Orkiestry Teatru Wielkiego Opery Narodowej pod batutą Łukasza Borowicza i pianistki Ewy Pelweckiej (prod. Artmus-IK / wyd. Dux)

### Składanki
- 2005: „My Love”, włączony do albumów-składanek Hotel St. Tropez i Cafe Krishna, dystrybuowanych w Wielkiej Brytanii i Irlandii, prod. Cottec Feat
- 2008: wokalizy do Szkiców – muzyki filmowej Piotra Mikołajczaka

## Teledyski
| Rok  | Tytuł                                                                          | Płyta                                               | Reżyser                               |
| ---- | ------------------------------------------------------------------------------ | --------------------------------------------------- | ------------------------------------- |
| 2009 | „I am Singing for Your” (z filmu 15 fotografii (2010) w reż. Franciszka Dzidy) | Five                                                | Karol Grześkowiak                     |
| 2012 | „Oblivion”                                                                     | Piazzolla. Show Me Your Tango                       | Kasia Adamik, Olga Chajdas            |
| 2013 | „Vuelvo al sur”                                                                | Piazzolla. Show Me Your Tango                       | Krzysztof Klimkiewicz, Ireneusz Kopeć |
| 2017 | „Berceuse”                                                                     | Songs & Fantasmagories Ludomira Michała Rogowskiego | Patrycja Woy–Wojciechowska            |